# Jaromír Jágr starší
Jaromír Jágr starší (9. září 1940 – 15. listopadu 2022) byl český lední hokejista a funkcionář kladenského hokeje, otec hokejisty Jaromíra Jágra (mladšího).

## Kariéra
Byl předsedou klubu TJ VKD Kladno, od roku 1994 prezident hokejového klubu Rytíři Kladno.